# UCI Women’s World Tour 2019
UCI Women’s World Tour 2019 – 4. edycja cyklu wyścigów kolarskich UCI Women’s World Tour.
W kalendarzu 4. edycji cyklu UCI Women’s World Tour znalazły się 23 wyścigi (15 jednodniowych i 8 wieloetapowych) rozgrywanych między 9 marca a 22 października 2019.

## Kalendarz
Opracowano na podstawie:
| UCI Women’s World Tour 2019 | UCI Women’s World Tour 2019 | UCI Women’s World Tour 2019              | UCI Women’s World Tour 2019 | UCI Women’s World Tour 2019               | UCI Women’s World Tour 2019                       | UCI Women’s World Tour 2019               | UCI Women’s World Tour 2019 |
| Data                        | Państwo                     | Wyścig                                   | Kat.                        | Zwycięzca                                 | Drugie miejsce                                    | Trzecie miejsce                           |                             |
| --------------------------- | --------------------------- | ---------------------------------------- | --------------------------- | ----------------------------------------- | ------------------------------------------------- | ----------------------------------------- | --------------------------- |
| 9 mar                       | Włochy                      | Strade Bianche Donne                     | 1.WWT                       | Annemiek van Vleuten (Mitchelton-Scott)   | Annika Langvad (Boels Dolmans)                    | Katarzyna Niewiadoma (Canyon-SRAM Racing) |                             |
| 17 mar                      | Holandia                    | Ronde van Drenthe                        | 1.WWT                       | Marta Bastianelli (Virtu Cycling Women)   | Chantal Blaak (Boels Dolmans)                     | Ellen van Dijk (Trek-Segafredo)           |                             |
| 24 mar                      | Włochy                      | Trofeo Alfredo Binda-Comune di Cittiglio | 1.WWT                       | Marianne Vos (CCC-Liv)                    | Amanda Spratt (Mitchelton-Scott)                  | Cecilie Uttrup Ludwig (Bigla)             |                             |
| 28 mar                      | Belgia                      | Classic Brugge-De Panne                  | 1.WWT                       | Kirsten Wild (WNT-Rotor Pro Cycling)      | Lorena Wiebes (Parkhotel Valkenburg)              | Lotte Kopecky (Lotto Soudal Ladies)       |                             |
| 31 mar                      | Belgia                      | Gandawa-Wevelgem                         | 1.WWT                       | Kirsten Wild (WNT-Rotor Pro Cycling)      | Lorena Wiebes (Parkhotel Valkenburg)              | Letizia Paternoster (Trek-Segafredo)      |                             |
| 7 kwi                       | Belgia                      | Ronde van Vlaanderen voor Vrouwen        | 1.WWT                       | Marta Bastianelli (Virtu Cycling Women)   | Annemiek van Vleuten (Mitchelton-Scott)           | Cecilie Uttrup Ludwig (Bigla)             |                             |
| 21 kwi                      | Holandia                    | Amstel Gold Race                         | 1.WWT                       | Katarzyna Niewiadoma (Canyon-SRAM Racing) | Annemiek van Vleuten (Mitchelton-Scott)           | Marianne Vos (CCC-Liv)                    |                             |
| 24 kwi                      | Belgia                      | La Flèche Wallonne Féminine              | 1.WWT                       | Anna van der Breggen (Boels Dolmans)      | Annemiek van Vleuten (Mitchelton-Scott)           | Annika Langvad (Boels Dolmans)            |                             |
| 28 kwi                      | Belgia                      | Liège-Bastogne-Liège Femmes              | 1.WWT                       | Annemiek van Vleuten (Mitchelton-Scott)   | Floortje Mackaij (Sunweb)                         | Demi Vollering (Parkhotel Valkenburg)     |                             |
| 9 – 11 maja 2019            | Chiny                       | Tour of Chongming Island                 | 2.WWT                       | Lorena Wiebes (Parkhotel Valkenburg)      | Jutatip Maneephan (Thailand Women's cycling team) | Lotte Kopecky (Lotto Soudal Ladies)       |                             |
| 16 – 18 maja 2019           | Stany Zjednoczone           | Tour of California - women               | 2.WWT                       | Anna van der Breggen (Boels Dolmans)      | Katie Hall (Boels Dolmans)                        | Ashleigh Moolman-Pasio (CCC-Liv)          |                             |
| 22 – 25 maja 2019           | Hiszpania                   | Emakumeen Euskal Bira                    | 2.WWT                       | Elisa Longo Borghini (Trek-Segafredo)     | Amanda Spratt (Mitchelton-Scott)                  | Soraya Paladin (Alé Cipollini)            |                             |
| 10 – 15 czerwca 2019        | Wielka Brytania             | Tour of Britain Women                    | 2.WWT                       | Lizzie Deignan (Trek-Segafredo)           | Katarzyna Niewiadoma (Canyon-SRAM Racing)         | Amy Pieters (Boels Dolmans)               |                             |
| 5 – 14 lipca 2019           | Włochy                      | Giro d'Italia Women                      | 2.WWT                       | Annemiek van Vleuten (Mitchelton-Scott)   | Anna van der Breggen (Boels Dolmans)              | Amanda Spratt (Mitchelton-Scott)          |                             |
| 19 lip                      | Francja                     | La Course by Le Tour de France           | 1.WWT                       | Marianne Vos (CCC-Liv)                    | Leah Kirchmann (Sunweb)                           | Cecilie Uttrup Ludwig (Bigla)             |                             |
| 3 sie                       | Wielka Brytania             | RideLondon Classique                     | 1.WWT                       | Lorena Wiebes (Parkhotel Valkenburg)      | Elisa Balsamo (Valcar Cylance)                    | Coryn Rivera (Sunweb)                     |                             |
| 17 sie                      | Szwecja                     | Open de Suède Vårgårda TTT               | 1.WWT                       | Trek-Segafredo                            | Canyon-SRAM Racing                                | Sunweb Women                              |                             |
| 18 sie                      | Szwecja                     | Open de Suède Vårgårda                   | 1.WWT                       | Marta Bastianelli (Virtu Cycling Women)   | Marianne Vos (CCC-Liv)                            | Lorena Wiebes (Parkhotel Valkenburg)      |                             |
| 22 – 25 sierpnia 2019       | Norwegia                    | Ladies Tour of Norway                    | 2.WWT                       | Marianne Vos (CCC-Liv)                    | Coryn Rivera (Sunweb)                             | Leah Kirchmann (Sunweb)                   |                             |
| 31 sie                      | Francja                     | Classic Lorient Agglomération            | 1.WWT                       | Anna van der Breggen (Boels Dolmans)      | Coryn Rivera (Sunweb)                             | Amy Pieters (Boels Dolmans)               |                             |
| 3 – 8 września 2019         | Holandia                    | Holland Ladies Tour                      | 2.WWT                       | Christine Majerus (Boels Dolmans)         | Lorena Wiebes (Parkhotel Valkenburg)              | Lisa Klein (Canyon-SRAM Racing)           |                             |
| 14 – 15 września 2019       | Hiszpania                   | La Vuelta Femenina                       | 2.WWT                       | Lisa Brennauer (WNT-Rotor Pro Cycling)    | Lucinda Brand (Sunweb)                            | Pernille Mathiesen (Sunweb)               |                             |
| 22 paź                      | Chiny                       | Tour of Guangxi Women                    | 1.WWT                       | Chloe Hosking (Alé Cipollini)             | Alison Jackson (Tibco-Silicon Valley Bank)        | Marianne Vos (CCC-Liv)                    |                             |